# タッドの大冒険〜失われたミダス王の秘宝〜
『タッドの大冒険～失われたミダス王の秘宝～』(Tadeo Jones 2: El secreto del rey Midas) は、エンリケ・ガトとダビッド・アロンソが監督を務めた、パラマウント映画による長編アニメーション映画。

## キャスト
- オスカル・バルベラン - タッド
- ルイス・ポサダ - ミイラ
- ミシェル・ジェネール - サラ
- ミゲル・アンヘル・ジェネール - ラッカム
- アドリアーナ・ウガルテ - ティファニー